# ANAPC1
La subunidad 1 del complejo promotor de la anafase es una enzima que en humanos está codificada por el gen ANAPC1 .
ANAPC1  es una de al menos diez subunidades del complejo promotor de anafase (APC), que funciona en la transición de metafase a anafase del ciclo celular y está regulado por proteínas del punto del control del huso. La APC y es una ubiquitina ligasa E3 que se dirige a las proteínas reguladoras del ciclo celular para su degradación por parte del proteasoma, lo que permite la progresión a través del ciclo celular.

## Interacciones
Se ha demostrado que ANAPC1 interactúa con ANAPC5, ANAPC4,  ANAPC2, CDC27 y ANAPC7.   